# اما، ملکه فرانسه
اما فرانسوی (متوفی ۹۳۴ یا ۹۳۵) یک ملکه فرانک و دختر روبر یکم، پادشاه فرانک باختری، و از نوادگان خانواده اشرافی قدرتمند روبرتیان بود. برادر ناتنی کوچکتر او هیو کبیر، دوک فرانک‌ها و کنت پاریس بود.
در سال ۹۲۱ با دوک رائول (رودولف) اهل بورگوندی ازدواج کرد. رائول در ۱۳ ژوئیه ۹۲۳ در کلیسای سنت مدارد در Soissons توسط والتر، اسقف اعظم سنس، به عنوان پادشاه انتخاب شد. پس از تاجگذاری او، اما ملکه شد. رائول پس از به عهده گرفتن تاج سلطنت، بر خلاف سلف روبرتی خود اودو (Eudes) فرانسه که پس از انتخاب شدن به عنوان پادشاه فرانک باختری در سال ۸۸۸ از سمت خود کناره‌گیری کرده بود، دوک نشین خود را رها نکرد. هنگامی که رائول از بورگوندی که اغلب اوقات بود فراخوانده شد، اما از طرف او دوک نشین را اداره می‌کرد.
اما در طول سلطنت خود از قدرت نظامی و سیاسی قابل توجهی برخوردار بود که تا حد زیادی به دلیل نفوذ او به عنوان واسطه بین رائول و برادرش هیو کبیر بود. وفاداری‌های متناقض او موقعیتی با ابهام اساسی و قدرت بزرگ را به او داد. در سال ۹۳۱، اما قلعه آوالون را تصرف کرد. در سال ۹۳۳، او یک محاصره موفقیت‌آمیز شاتو تیری، دژ برادرزن پدرش، کنت هربرت دوم ورماندوا هربرت دوم برادر بئاتریس ورماندوا همسر اول روبر یکم بود>را انجام داد.
او اولین ملکه فرانک بود که به‌طور رسمی تاج گذاری کرد. تاجگذاری او پس از تاجگذاری همسرش توسط اسقف اعظم سولف در سال ۹۲۳ در کلیسای جامع رنس انجام شد.